# The Bride Came C.O.D.
The Bride Came C.O.D. (bra: A Noiva Caiu do Céu) é um filme estadunidense de 1941, do gênero comédia romântica maluca, dirigido por William Keighley, e estrelado por James Cagney e Bette Davis. O roteiro de Julius J. e Philip G. Epstein foi baseado em uma história de Kenneth Earl e M. M. Musselman.
A trama retrata a história de uma herdeira que procura se casar com um playboy desaprovado por seu pai, apenas para acabar se apaixonando por um charmoso trabalhador.
Embora o filme tenha sido divulgado como a primeira vez que as duas maiores estrelas da Warner Bros. se uniram em uma produção, eles já haviam feito "Jimmy the Gent" em 1934, e estavam atrás de uma outra oportunidade para trabalhar juntos.

## Sinopse
Joan Winfield (Bette Davis), uma jovem milionária e impetuosa, se envolve com um músico fanfarrão, embora seu pai, Lucius (Eugene Pallette), não aprove. Para afastá-los, Lucius contrata Steve Collins (James Cagney) para que a sequestre em troca de dinheiro, assim impedindo Joan de se casar precipitadamente. No entanto, o avião em que os dois estavam acaba caindo numa cidade quase abandonada, e eles acabam se apaixonando.

## Elenco
- James Cagney como Steve Collins[3]
- Bette Davis como Joan Winfield
- Stuart Erwin como Tommy Keenan
- Eugene Pallette como Lucius K. Winfield
- Jack Carson como Alan Brice
- George Tobias como Peewee Dafoe
- William Frawley como Xerife McGee
- Harry Davenport como "Pop" Tolliver
- Edward Brophy como Hinkle
- Harry Holman como Juiz Sobler
- Chick Chandler como Primeiro Repórter
- Douglas Kennedy como Segundo Repórter (creditado como Keith Douglas)
- Herbert Anderson como Terceiro Repórter
- William Newell como Piloto de McGee
- William Hopper como Piloto de Keenan
- William Forrest como Promotor Assistente Edwards

## Produção
Tanto Cagney quanto Davis estavam interessados em mudar um pouco o estilo de seus papéis, com Cagney se afastando de seus personagens gângsteres, e Davis de suas personagens hostis ou melodramáticas, e uma comédia romântica era o caminho ideal para os dois. Cagney insistiu em que seu irmão, William, produzisse o filme, com seu sucesso anterior de "Corsários das Nuvens" (1942) provando que ele poderia passar da atuação para a produção. Após trabalharem juntos em "Uma Loira com Açúcar" (1941), os Cagneys também trouxeram Julius J. e Philip G. Epstein para "enriquecer" o roteiro. Davis não foi a primeira escolha para o papel de Joan Winfield, já que Ann Sheridan, Ginger Rogers e Rosalind Russell foram consideradas antes de o papel ser atribuído a Olivia de Havilland. Com o apoio de Hal B. Wallis, no entanto, Davis conseguiu o cobiçado papel.
A fotografia principal ocorreu no Vale da Morte, na Califórnia, em janeiro de 1941, e foi considerada problemática, já que a temperatura do local havia aumentado bastante. Haviam alguns problemas no roteiro que não foram resolvidos, o que fez Davis cair em um cacto e ter 45 espinhos arrancados de seu corpo.
As aeronaves usadas no filme incluíam exemplos de aeronaves contemporâneas da Aeronca, Bellanca, Cessna, Lockheed, Ryan e Waco, filmadas no aeroporto de Burbank.

## Recepção
O The New York Times declarou que o filme não é "uma brincadeira útil". O crítico Archer Winston escreveu sucintamente: "Ok, Jimmie e Bette. Vocês tiveram sua aventura. Agora voltem ao trabalho". Apesar das críticas, o filme foi um favorito popular e um dos 20 filmes de maior bilheteria do ano.
De sua parte, em suas biografias e entrevistas posteriores, Bette Davis ridicularizou "The Bride Came C.O.D.", dizendo sarcasticamente: "chamavam-o de comédia". Ela também reclamou que "tudo o que ela conseguiu tirar do filme foi um traseiro cheio de espinhos de cacto".
Um ano depois, o animador Chuck Jones transformou a temática do filme em um segmento no desenho animado de Conrad Cat, "The Bird Came C.O.D." Críticas mais recentes descreveram o filme como nem "memorável nem engraçado", mas disseram que vale a pena assistir às duas estrelas, mesmo em uma fórmula esquecível".

## Adaptação para a rádio
"The Bride Came C.O.D." foi apresentado no Lux Radio Theatre, na CBS, em 29 de dezembro de 1941. A adaptação estrelou Bob Hope e Hedy Lamarr.